# 獵豔 (電影)
《獵豔》是台灣比较少見的以情欲懸疑主題為主題的電影，故事圍繞著两女一男展開。

## 劇情
一對姐妹；如行（朱芷瑩 飾）與如儀（張鈞甯 飾）同住在一棟公寓的上下樓層。姐姐如行是小說家，妹妹如儀則是攝影師。
一天，如儀隨意在陽台拍照，竟拍到對面公寓有一對男女 (溫昇豪與周姮吟) 親熱的鏡頭，讓如儀有些驚訝。過了不久，如儀又在街頭發現當時照片裡的女子與他正牌丈夫及女兒一起上街。如儀赫然發現，原來這名女子竟外遇了。
一張照片勾起了如儀的偷窺慾，如儀決定繼續窺看這對男女的行徑，但這件事卻被姐姐發現了，如儀辯稱這不過是激發靈感，而正遇到寫作瓶頸的姐姐，也被妹妹煽動，因此加入偷窺的行列。
然而，無意間如儀發現這一切似乎並不是那麼的單純，而姐姐的小說似乎預言了之後的一切，不過......姐姐在這段關係中所扮演的角色也並非與自己一樣，只是一個單純的偷窺者……這背後所隱藏的秘密，足以毀壞一對姐妹的情感，甚至捲入凶殺案件

## 演員
- 張鈞甯 - 楊如儀
- 朱芷瑩 - 楊如行
- 溫昇豪 - 偷情男
- 周姮吟 - 偷情女
- 楊雅慧(MICHELLE KRUSIEC) - 原配
- 高捷 - 總輯
- 金士傑 - 大樓管理員
- 黃健瑋(友情主演) - 警員

## 電影小說
電影小說由夏佩爾、烏奴奴專寫

## 參展記錄
2010年 / 紐約亞美影展觀摩、釜山影展觀摩、東京影展觀摩

## 外部連結
- 威像電影網站[永久]
- 威像電影的Facebook專頁
- 官方[永久]（注意:本部落格混雜著許多不同部的電影資訊，可能照成資料被掩埋尋找困難。）
- Yahoo奇摩電影上《獵豔》的資料（繁體中文）
- MSN娛樂上《獵豔》的資料（繁體中文）

- 開眼電影網上《獵豔》的資料（繁體中文）
- 豆瓣电影上《獵豔》的資料 （简体中文）
- 时光网上《獵豔》的資料（简体中文）
- AllMovie上《獵豔》的资料（英文）
- 爛番茄上《獵豔》的資料（英文）
- 香港影庫上《獵豔》的資料（繁體中文）
- 互联网电影数据库（IMDb）上《獵豔》的资料（英文）